# 奈良線
奈良線（ならせん）は、京都府木津川市の木津駅から京都府京都市下京区の京都駅に至る西日本旅客鉄道（JR西日本）の鉄道路線（幹線）である。
正式な起点は木津駅、終点は京都駅であるが、運行上や市販の時刻表では京都駅から木津駅へ向かう列車を「下り」、木津駅から京都駅へ向かう列車を「上り」としている。
本項では、正式な起点・終点に合わせて、本文中の本路線の駅名の並べ方や列車の走行区間などについては、木津駅→京都駅の順とする。

## 概要

京都・奈良間鉄道路線図（第2期複線化事業前）

京都伏見付近拡大図（第2期複線化事業前）

JR西日本のアーバンネットワークの路線の一つであり、木津駅で関西本線（大和路線）と片町線（学研都市線）に、京都駅で東海道新幹線と東海道本線（琵琶湖線・JR京都線）・山陰本線（嵯峨野線）接続し、関西本線奈良駅方面との直通運転により、観光都市である奈良・京都間の都市間輸送を担い、京都への通勤・通学路線であると同時に奈良と京都へ向かう観光路線でもある。
線路名称としての奈良線は木津駅 - 京都駅間であり、奈良線と称しながら全区間が京都府内にあり、奈良県内にはまったく路線がない。もともと本路線は京都駅と奈良駅を結ぶ路線として奈良鉄道により開業したものの、鉄道国有化後に木津駅以南が関西本線に編入された経緯がある。なお、関西本線の奈良駅・平城山駅でも旅客案内上は京都駅発着の列車は「奈良線」と案内され、木津駅に乗り入れる列車は全列車が関西本線に乗り入れて奈良駅発着で運転される。
ラインカラーは茶色（■）であり、選定理由は「日本の古都を結ぶクラシックな落ち着いたイメージ」としている。路線記号は D 。
全線にわたって近畿日本鉄道（近鉄）の京都線と競合しているが、全線複線の近鉄の方が運転本数が多く、JRの奈良駅の位置が近鉄奈良駅に比べて奈良市の中心部からやや離れているため、近鉄京都線が優位な状況となっている。JR西日本はかつて全線単線であった当路線の一部区間を複線化し、快速列車の増発やスピードアップを行うことで近鉄に対抗している。ただ、外国人観光客に関しては、ジャパンレールパスが近鉄では利用できないため、JRを使うケースも多い。 また、宇治駅 - 京都駅間は京阪宇治線・京阪本線の宇治駅 - 中書島駅 - 東福寺駅間とも並行している。
全線が大都市近郊区間の「大阪近郊区間」およびIC乗車カード「ICOCA」エリアに、京都駅 - 城陽駅間が電車特定区間に含まれている。なお上狛駅 - 長池駅間では無人駅も混在するため簡易型自動改札機が設置されている。

## 路線データ
- 管轄（事業種別）：西日本旅客鉄道（第一種鉄道事業者）
- 路線距離（営業キロ）：34.7 km
- 軌間：1,067 mm
- 駅数：19（起終点駅含む）
  - 奈良線所属駅に限定した場合、関西本線所属の木津駅、東海道本線の所属の京都駅[12]が除外され、17駅となる。
- 複線区間：玉水駅 - 山城多賀駅間、城陽駅 - 京都駅間
- 電化区間：全線電化（直流1,500 V）
- 閉塞方式：自動閉塞式
- 保安装置：ATS-P（拠点P方式）およびATS-SW
- 運転指令所：大阪総合指令所
- 最高速度：110 km/h（複線区間）、95 km/h（単線区間）
- IC乗車カード対応区間：
  - ICOCAエリア：全線（全線 PiTaPaポストペイサービス対象区間）

全区間を近畿統括本部が管轄している。

## 歴史

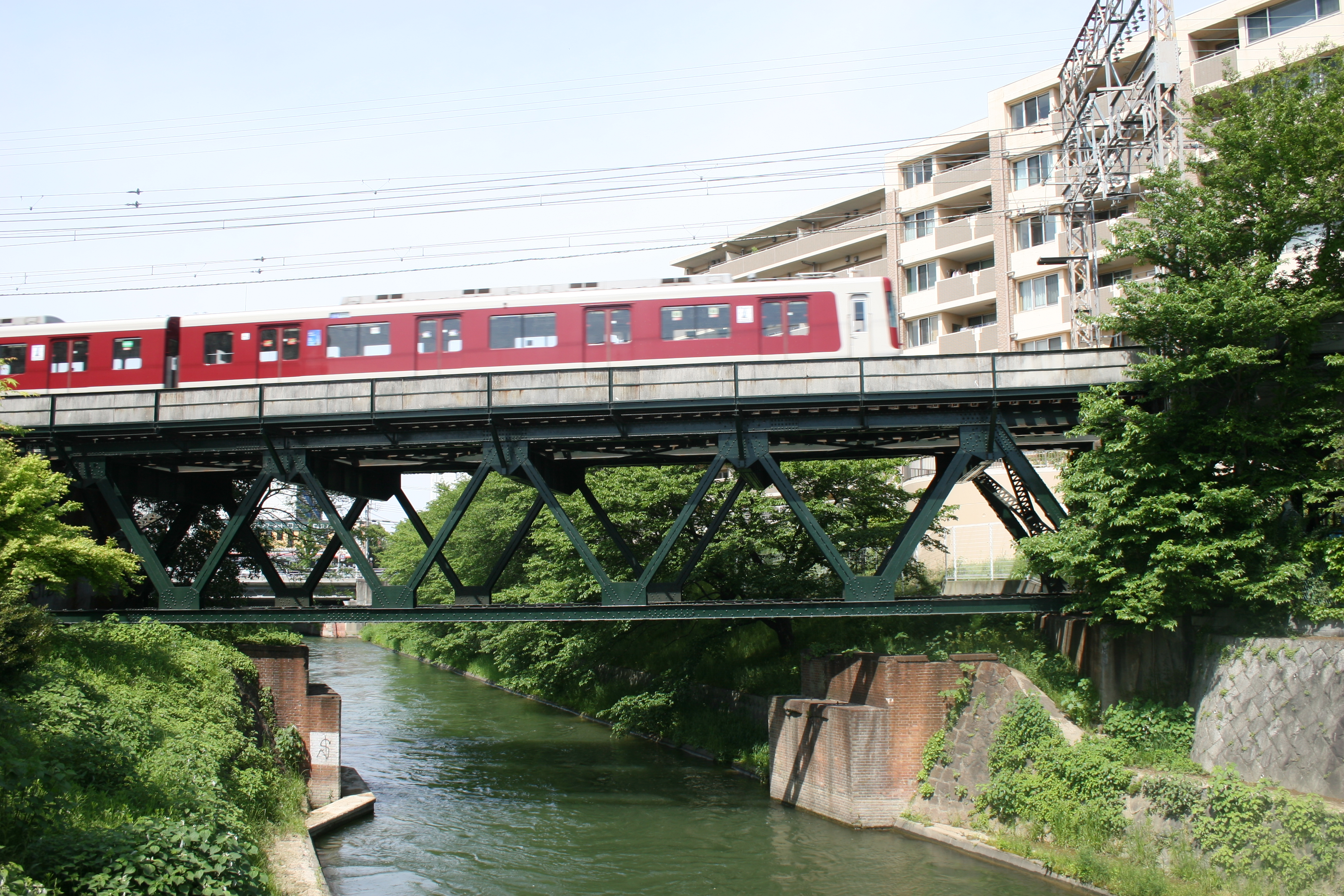
近鉄京都線の橋梁下に奈良線旧線の橋台が残る（伏見駅 - 近鉄丹波橋駅間）

奈良鉄道によって1895年（明治28年）に伏見駅 - 京都駅間が開業し、翌1896年（明治29年）に奈良駅 - 木津駅 - 京都駅間の全線が開通したが、この区間のうち桃山駅 - 京都駅間は当初現在の近鉄京都線のルートを通っていた。東海道本線の馬場駅（現在の膳所駅） - 京都駅間が東山トンネル経由の現在線に切り替えられた1921年（大正10年）のその日に、桃山駅 - 稲荷駅間の新線と稲荷駅 - 京都駅間の旧東海道本線が奈良線となり、桃山駅 - 伏見駅間が貨物線化され、伏見駅 - 京都駅間は廃止された。のちに桃山駅（厳密には桃山駅 - 伏見駅間の現・近鉄丹波橋駅付近） - 京都駅間は近鉄京都線の前身である奈良電気鉄道に払い下げられた。
奈良電気鉄道の路線が1928年（昭和3年）に開業した後は、運行頻度や所要時間で劣るため直通需要を大きく奪われる。戦後、1950年代にいち早く旅客列車を気動車化し、また駅の増設が行われるなどしたが、それ以降は特に目立った投資はなされず、1984年（昭和59年）になってようやく電化が完成するといったように、完全なローカル線と化していた。国鉄時代は天王寺鉄道管理局が奈良線全線を管轄していた。
本格的な活性化策がとられるようになったのは、国鉄分割民営化に伴いJR西日本の所属路線となってからである。
JR西日本の奈良線に対する投資を報じた1991年（平成3年）の朝日新聞の記事には、投資の背景として「（前年の）即位の礼の一連の行事で関西を訪問された天皇、皇后両陛下はJR東海の東海道新幹線で京都駅に着くと、そのまま近鉄で奈良方面へ向かわれ、地元JR西日本の列車はまったく利用されなかった。こんな『屈辱感』や、関西文化学術研究都市の開発などで沿線人口が増えていることが、JR西日本の投資意欲を駆り立てているようだ」との記述が見られる。しかし、その後も皇族の奈良方面への移動には主に近鉄が利用されており、当路線の利用は実現していない。
2011年（平成23年）3月11日に発生した東北地方太平洋沖地震の影響により、電動機に使用している部品を製作しているメーカーが被災して製造の見通しが立たなかったため、使用できない車両が発生する恐れがあることから、2011年（平成23年）4月11日から当分の間、日中のみやこ路快速の運転を取り止める予定であったが、部品調達の目処が立ったのでこの措置は行われず、4月11日以降も通常のダイヤで運転された。

### 年表

奈良鉄道（1905年）

- 1879年（明治12年）8月18日 官営鉄道（後の東海道本線）として京都駅 - 稲荷駅 - 大谷駅間が開業[16]。稲荷駅開業。
- 1895年（明治28年）
  - 9月5日：奈良鉄道により京都駅 - 伏見駅間（3 M 23 C≒5.29 km）が開業[16]。伏見駅開業。京都駅は官営鉄道と共用。
  - 11月3日：伏見駅 - 桃山駅間（1 M 9 C≒2.19 km）が延伸開業[16]。桃山駅が開業。
- 1896年（明治29年）
  - 1月25日：桃山駅 - 玉水駅間（12 M 46 C≒20.24 km）が延伸開業[16]。木幡駅・宇治駅・新田駅・長池駅・玉水駅が開業[16]。
  - 3月13日：玉水駅 - 木津駅間（4 M 50 C≒7.44 km）が延伸開業[16]。棚倉駅・木津駅が開業[16]。
  - 4月18日：木津駅 - 奈良駅間が延伸開業し、京都駅 - 奈良駅間が全通[16]。
  - 4月21日：東寺仮停車場が開業[16]。
- 1897年（明治30年）4月1日：奈良鉄道京都駅を七条駅に改称[16]。
- 1902年（明治35年）
  - 5月3日：上狛駅が開業。
  - 11月12日 営業距離の単位をマイル・チェーンからマイルのみに簡略化（21 M 48 C→21.6 M）。
- 1905年（明治38年）2月7日：奈良鉄道が路線を関西鉄道に譲渡[16]。
- 1907年（明治40年）10月1日：関西鉄道が国有化[16]。
- 1908年（明治41年）8月1日：七条駅を京都駅に統合[16]。
- 1909年（明治42年）10月12日：国有鉄道線路名称制定[16]。木津駅 - 京都駅間が奈良線に、木津駅 - 奈良駅間が関西本線になる[16]。
- 1910年（明治43年）12月19日：宇治駅 - 木幡駅間に宇治川信号所が開設。
- 1913年（大正2年）
  - 6月20日：東寺仮停車場 - 京都駅間に八条信号所が開設。
  - 11月5日 宇治川信号所が廃止。
- 1914年（大正3年）
  - 7月23日：東寺仮停車場が廃止。
  - 8月15日：八条信号所が廃止。
- 1921年（大正10年）
  - 3月20日：宇治駅 - 木幡駅間に宇治川信号所が開設。
  - 8月1日：奈良線の伏見駅 - 京都駅間（3.3 M≒5.31 km）廃止[17]。桃山駅 - 伏見駅間（1.1 M≒1.77 km）の旅客営業を廃止[17]。東海道本線の稲荷駅 - 京都駅間（1.8 M≒2.90 km）を奈良線に編入すると共に単線化[17]。桃山駅 - 稲荷駅間（2.6 M≒4.18 km）の新線開業[17]。
- 1922年（大正11年）4月1日：宇治川信号所を宇治川信号場に変更。
- 1926年（大正15年）
  - 2月13日：青谷梅林仮停車場が開業[17]。
  - 4月1日：宇治川信号場が廃止。
- 1928年（昭和3年）
  - 9月3日：貨物支線 桃山駅 - 伏見駅間が廃止[17]。伏見駅が廃止[17]。
  - 11月15日：伏見廻りの旧線の廃線跡を転用して奈良電気鉄道京都駅 - 桃山御陵前駅間が開業。
- 1930年（昭和5年）4月1日：営業距離の単位をマイルからメートルに変更（21.6 M→34.7 km）。
- 1933年（昭和8年）12月1日：青谷梅林仮停車場を山城青谷駅に変更。
- 1935年（昭和10年）6月29日：京都市内一帯で発生した鴨川水害で、賀茂川鉄橋が流失[18]。しばらくの間運休となる。
- 1953年（昭和28年）8月15日：南山城水害により、玉水駅駅舎が流失するなどの被害を受ける[17]。
- 1955年（昭和30年）
  - 2月15日：全列車気動車に統一[19][20]。
  - 7月15日：山城多賀駅が開業[17]。
- 1957年（昭和32年）12月27日：東福寺駅が開業[17]。
- 1958年（昭和33年）7月11日：城陽駅が開業[17]。
- 1961年（昭和36年）4月21日：黄檗駅が開業[17]。
- 1971年（昭和46年）10月1日：定期列車無煙化（蒸気機関車使用廃止）。
- 1972年（昭和47年）7月1日：木津川橋梁が架け替えられる[21]。
- 1975年（昭和50年）12月19日：自動信号化が完成[22]。
- 1982年（昭和57年）
  - 3月2日：列車集中制御装置 (CTC) が導入[23][24][注 5]。
  - 11月15日：奈良線の荷物列車が廃止[25]。
- 1984年（昭和59年）
  - 10月1日 奈良駅 - 木津駅 - 京都駅間が電化[26]。105系・113系電車による運転開始。京都駅 - 桜井線・桜井駅間に直通列車を設定。急行「紀ノ川」（京都駅 - 和歌山駅、奈良線・桜井線・和歌山線経由）廃止。
- 1987年（昭和62年）4月1日：国鉄分割民営化により西日本旅客鉄道に承継[17]。日本貨物鉄道が全線で第二種鉄道事業者になる。
- 1991年（平成3年）
  - 3月14日：奈良駅 - 京都駅間で小規模自動進路制御装置 (SRC) が使用開始[27]。
  - 3月16日：城陽駅・黄檗駅に行き違い施設が新設[27]。117系電車による快速が奈良駅 - 京都駅間で運転開始[27]。新設当初の途中停車駅は木津駅・宇治駅のみで、これに加え正月には稲荷駅に臨時停車していた。
- 1992年（平成4年）10月22日：六地蔵駅が開業[28]。城陽駅が快速の停車駅になる[28]。
- 1994年（平成6年）
  - 3月：113系の運用が終了。
  - 9月4日：105系の運用が終了。桜井線との直通列車を廃止。
- 1997年（平成9年）3月8日：JR藤森駅が開業[29]。
- 1998年（平成10年）1月22日：第1期複線化工事に着手[30]。
- 1999年（平成11年）5月10日：六地蔵駅が快速の停車駅になる[31]。
- 2001年（平成13年）
  - 3月3日：新田駅 - 宇治駅間、JR藤森駅 - 京都駅間が複線化[32][注 6]。JR小倉駅が開業[32]。区間快速と221系によるみやこ路快速の運転を開始[32]。117系の運用が終了。
  - 10月1日 東福寺駅が快速・区間快速の停車駅になる[33]。
- 2003年（平成15年）3月15日：東福寺駅と玉水駅がみやこ路快速の停車駅、玉水駅が快速の停車駅になる[34]。
- 2004年（平成16年）4月1日：日本貨物鉄道の第二種鉄道事業が廃止[35]。
- 2008年（平成20年）
  - 4月23日：木津駅 - 山城青谷駅間でATS-P（拠点P方式）導入[36]。
  - 4月27日：山城青谷駅 - 黄檗駅間でATS-P（拠点P方式）導入[36]。
  - 4月30日：黄檗駅 - 京都駅間でATS-P（拠点P方式）導入[36]。
- 2009年（平成21年）7月1日：全駅でホーム上の喫煙コーナーを廃止して全面禁煙化[37]。
- 2010年（平成22年）12月1日：組織改正により、大阪支社および京都支社の管轄から近畿統括本部の管轄に変更[38]。
- 2015年（平成27年）3月14日：路線記号が本格導入開始[39]。
- 2016年（平成28年）7月26日：第2期複線化工事に着手[40]。
- 2018年（平成30年）3月17日：各駅に駅ナンバリングが導入され、使用を開始する。205系が営業運転を開始する。
- 2020年（令和 2年）
  - 3月14日：ダイヤ改正により、土休日のみやこ路快速全列車を6両編成に統一[41]。
  - 12月6日：玉水駅 - 山城多賀駅間が複線化[42]。
- 2022年（令和4年）
  - 2月27日：城陽駅 - 新田駅間が複線化[43]。
  - 3月11日：103系の定期運用が終了[44]。
  - 5月22日：黄檗駅 - 六地蔵駅間が複線化[45]。
  - 12月18日：宇治駅 - 黄檗駅間が複線化[45]。
- 2023年（令和5年）2月26日：六地蔵駅 - JR藤森駅間が複線化[45]。これにより第2期複線化工事が完了。
- 2024年（令和6年）10月7日：平日朝時間帯の京都行き快速1本・区間快速2本に有料座席「快速 うれしート」を設定[46][47]。
- 2025年（令和7年）
  - 3月15日：「快速 うれしート」の設定列車を、平日・土休日問わずみやこ路快速・快速・区間快速全列車に拡大[48][49]。
  - 4月1日：京都駅 - 城陽駅間が電車特定区間となる[10][11]。
  - 4月19日・4月20日・5月17日・5月18日：臨時特急「いにしへ」運行[50][51][52]。
  - 6月7日：ツアー列車として「WEST EXPRESS 銀河」を運行[53]。

## 沿線概況
説明の都合上、この節では下り方向（京都駅から木津駅の方向）に説明する。 
京都駅では、奈良線の列車は東海道新幹線に隣接した8 - 10番のりばから発車する。東海道本線（琵琶湖線）とわずかに並走し、南進するためにカーブを進みながら東海道新幹線をくぐり、鴨川・琵琶湖疏水に架かるトラス橋梁を渡ると京阪電気鉄道（京阪）との共同使用駅である東福寺駅である。その先の稲荷駅は伏見稲荷大社の最寄り駅で、国鉄最古のランプ小屋（準鉄道記念物）が現存している。
稲荷駅を出て左にカーブすると直線が続き、その先で右にカーブするが、かつてはこの付近からまっすぐ東海道本線旧線が続いていた。名神高速道路をくぐると掘割駅のJR藤森駅を過ぎ、伏見桃山陵への参拝客で賑わいを見せた桃山駅に着く。同駅には、自動信号化1万 km達成の記念標識がホームに置かれている。ここからは進路を一度東に変え、桃山丘陵の南縁をたどるように時折眼下に宇治川、旧巨椋池を望みながら、やがて右にカーブし、山科川を渡って京都市から宇治市に入り、京都市営地下鉄東西線との接続駅である六地蔵駅に至る。
木幡駅・黄檗駅と続き、京阪宇治線と並走するが、ほどなくして別れて京滋バイパスを越え、京阪宇治駅が右手に見えると宇治川を渡り、宇治駅に到着する。宇治駅では改良工事により、上下共に緩急接続ができるようになり、一部は京都方面から折り返し運転もしている。
宇治駅からは、奈良線で最も新しい駅であるJR小倉駅、続いて新田駅と続く。その後、城陽市に入ると京都府南部最大の古墳である久津川車塚古墳を縦断し、城陽駅に着く。城陽駅には折り返し運転のための引き上げ線がある。ここからは単線となり、田園地帯が開ける。長池駅周辺は、京都へ五里、奈良へ五里の奈良街道の中間地点で、宿場町として栄えていた地域である。長池駅以南は丘陵部から木津川の河谷にできた低地を横断して木津川に流れ込むため天井川が多く、奈良線でも6つの天井川と交差する。このうち、山城青谷駅 - 山城多賀駅間の青谷川と、玉水駅－棚倉駅間の不動川は短い単線トンネルをくぐって交差しており、形状は通常の山岳トンネルと同様である。山城青谷駅は京都府内でも一番を誇る青谷梅林の最寄り駅で、奈良線では最も利用の少ない山城多賀駅と続き、ここから1駅間だけ再度複線区間となって、快速停車駅である玉水駅に到着する。玉水駅のホームには、1953年8月15日に発生した南山城水害で駅の南東約500 m先の玉川から押し流された岩石と記念碑が水難記念としてホームに置かれている。
玉水駅を発車すると、桜の名所で平成の名水百選に選定された玉川の天井川をくぐり棚倉駅を通過し、椿井大塚山古墳の中を抜けて上狛駅と続き、木津川を渡ると片町線（学研都市線）・関西本線（大和路線）との分岐駅である木津駅に到着する。同駅に発着する奈良線の列車はすべて関西本線（大和路線）の奈良駅まで直通運転を行っている。

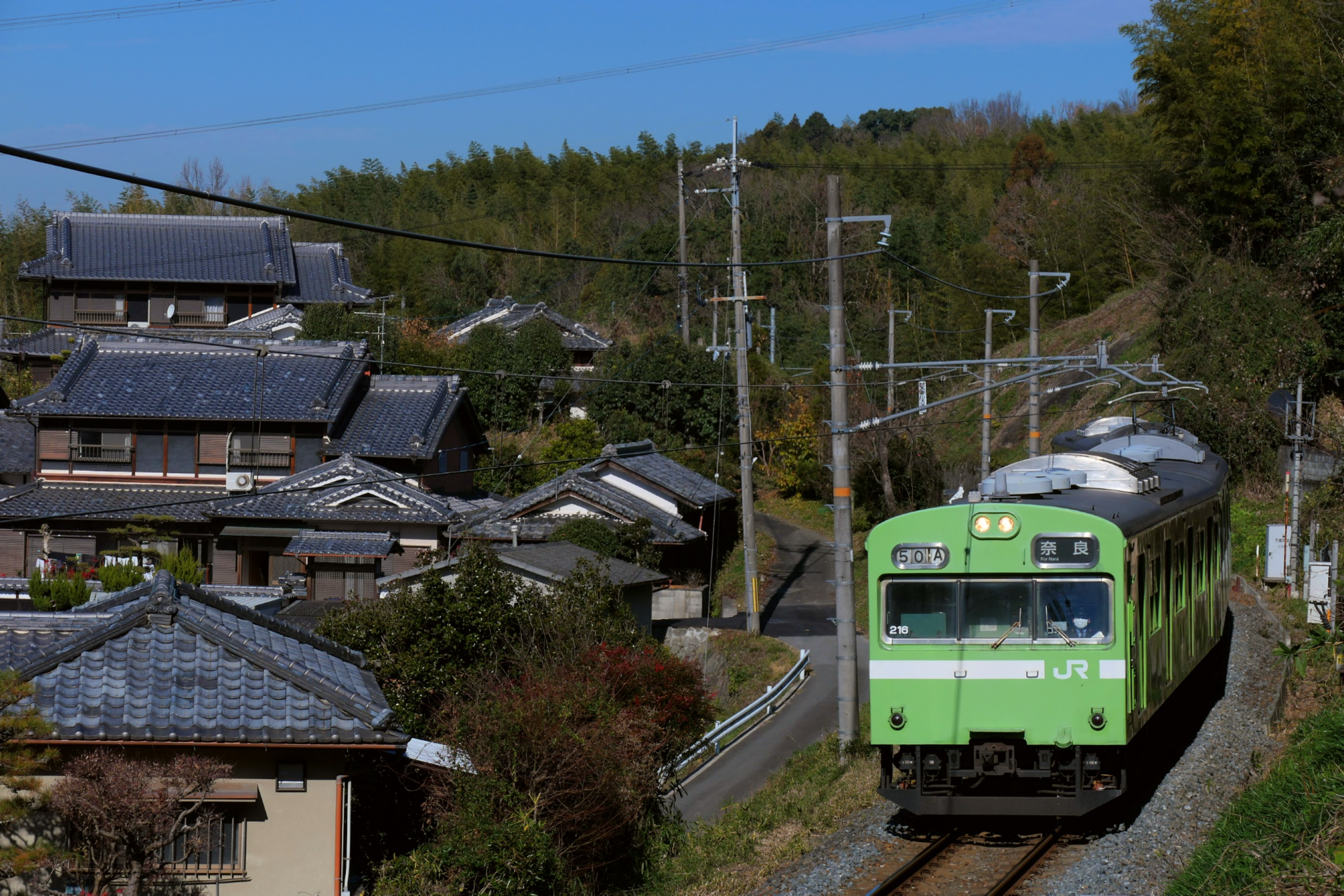
単線区間を走行する奈良行き列車
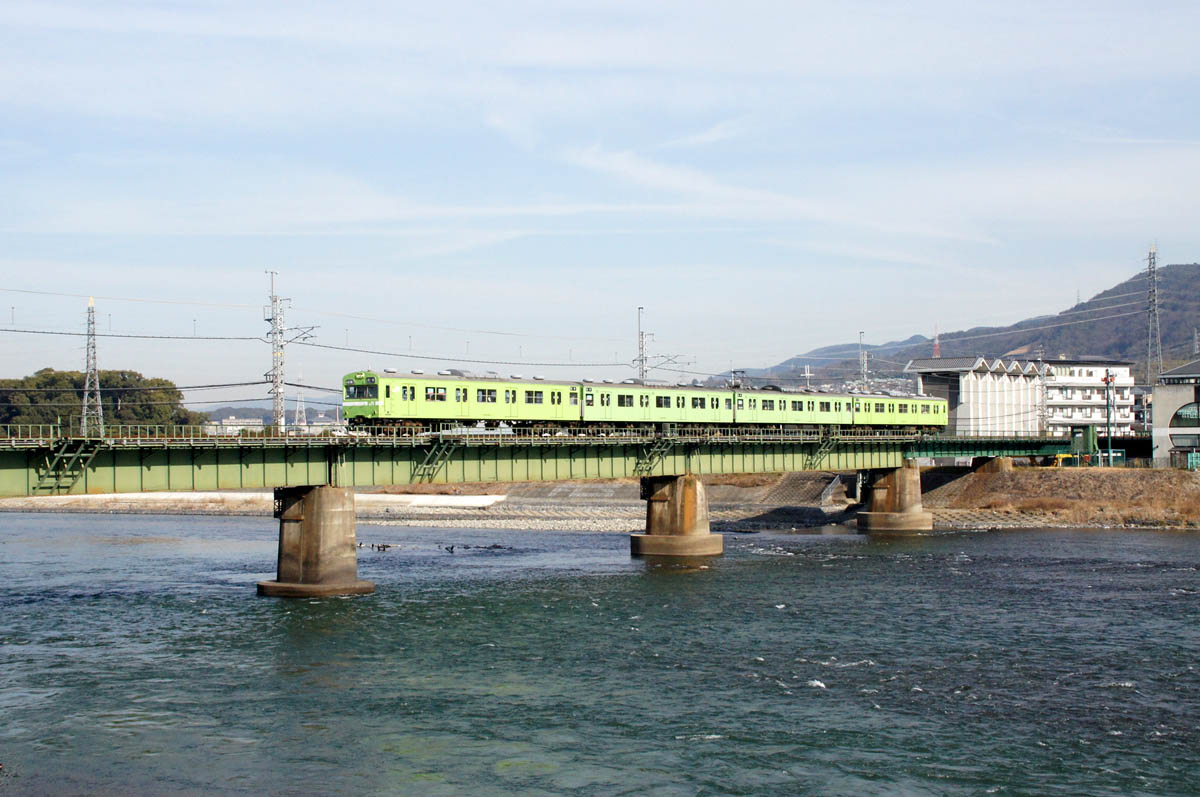
宇治川橋梁を渡る奈良線の列車（単線時代）

## 運行形態
沿線にある京都市の伏見稲荷大社、宇治市の平等院などへの観光や、城陽市など京都府南部地域からの通勤・通学路線としての性格が強くなっている。しかし新田駅 - 桃山駅間は東側に大きく迂回する線形であり（これは奈良鉄道敷設当時、この一帯にあった巨椋池の周囲を迂回したためである）、また城陽以南は町の中心部から外れた場所を走っており、JR西日本発足後に一部区間の複線化や快速の増発などの輸送改善が図られているものの、並行する近鉄京都線とは京奈間・地域輸送ともにまだ格差がある。

### 定期列車
みやこ路快速・快速・区間快速・普通の4種別の列車が運転されている。
朝には大和路線のJR難波駅からの直通列車があり、2022年（令和4年）3月12日改正時点で平日にのみJR難波駅 - 奈良駅間を普通、奈良駅 - 京都駅間を区間快速および快速で運転する列車が2本設定されている。この列車はJR難波駅の時点で京都行きとして案内される。逆のパターンである京都駅から奈良駅を経由してJR難波駅に直通する列車は年末年始の終夜運転時やダイヤ乱れ時を除きない。
このほかにも運用上の都合で朝や夕方以降に、大和路線王寺方面と直通する列車がある。前述の早朝にJR難波駅から直通する列車のみ、JR難波・王寺方面からの直通列車として時刻表に掲載されている（2004年（平成16年）3月13日改正前の時刻表には掲載されていなかった）。
| 種別＼駅名   | 京都  | …     | 城陽  | 城陽  | …     | 木津 | 木津 | …   | 奈良 |
| ------------ | ----- | ----- | ----- | ----- | ----- | ---- | ---- | --- | ---- |
| みやこ路快速 | 2本   | 2本   | 2本   | 2本   | 2本   | 2本  | 2本  | 2本 | 2本  |
| 大和路快速   | ←加茂 | ←加茂 | ←加茂 | ←加茂 | ←加茂 | 1本  | 1本  | 1本 | 1本  |
| 普通         | 2本   | 2本   | 2本   | 2本   | 2本   | 2本  | 2本  | 2本 | 2本  |
| 普通         | 2本   |       |       |       |       |      |      |     |      |

#### みやこ路快速

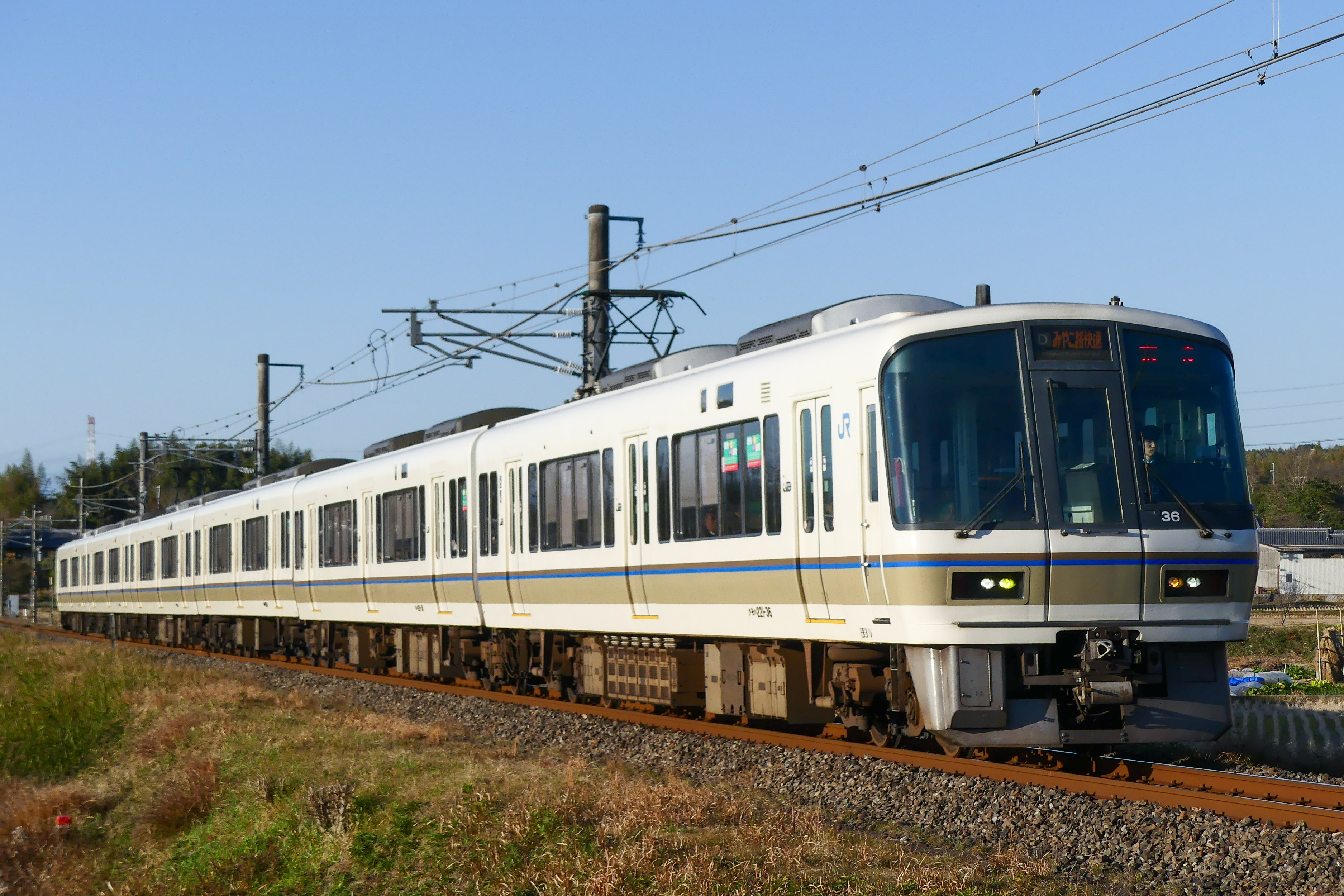
221系による「みやこ路快速」

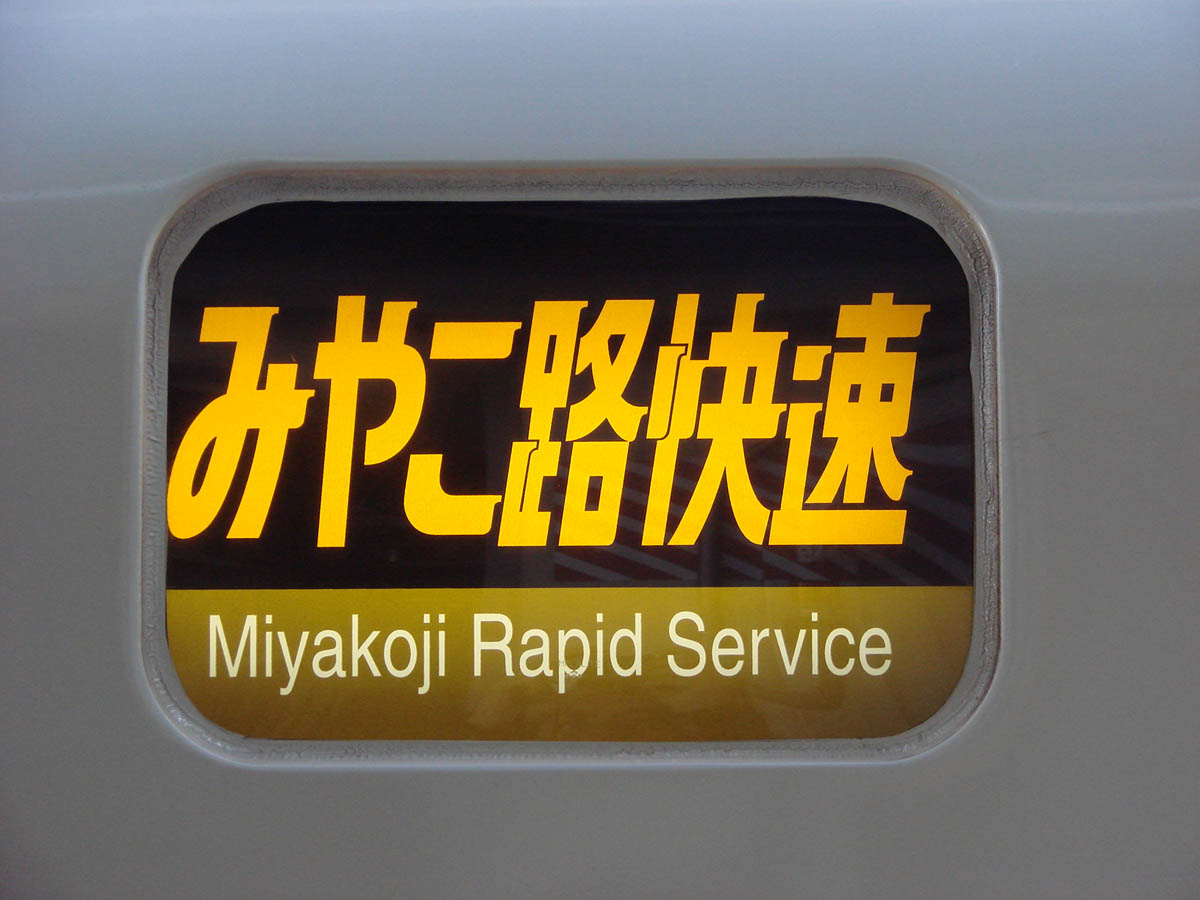
みやこ路快速の種別幕（路線記号導入前）

2001年（平成13年）3月3日から設定された最速達の種別で、奈良駅 - 京都駅間で日中を中心に運転されている。全区間で快速運転を行う。停車駅は奈良駅・木津駅・玉水駅・城陽駅・宇治駅・六地蔵駅・東福寺駅・京都駅である。関西本線への直通区間のうち大和路線の快速が停車する平城山駅には停車しない。
この種別は近鉄京都線の急行のライバル的存在となっている。みやこ路快速の種別名は運転開始前に一般公募により決定した。2,548通の応募があり、このうち「古都」「古都路」などが使われたものは520通で1位、「みやこ」が使われたものも386通で2位であったが、76通であった「みやこ路快速」が採用された。この名称は当時物議を醸した。
基本的に1時間に2本（30分間隔）の運転で、宇治駅で普通電車と相互接続を行っている。また、京都行きは、土休日ダイヤの1本をのぞいて、城陽駅でも普通電車と接続している。観光地である京都と奈良を結ぶ列車として、日本人だけでなく国外からの観光客の利用も多い。また、京都市から宇治市・城陽市などへの通勤通学列車・近郊列車としての役割も担う。複線化完了までのダイヤでは、下りと上りが単線区間で行き違うための運転停車があったため下りと上りとで所要時間に若干差があったが、2023年（令和5年）3月18日のダイヤ改正で単線区間での行き違い待ちを解消したため、京都駅 - 奈良駅間の標準所要時間は上下とも約44分になった。
2022年（令和4年）のダイヤ改正で廃止になったが土休日の朝に大和路線・JR難波発の快速で、奈良から「みやこ路快速」となる京都行き列車が2本（2021年（令和3年）時点では1本のみ）運行されていた。
車両は全列車221系で、平日日中と土休日の全列車が6両編成で運転されている。運転開始当初はすべて4両編成であった。なお、ダイヤ乱れ時は205系で運転される場合もある。
正月三が日と1月4日や多客時には伏見稲荷大社への参詣客のため稲荷駅に臨時停車する。奈良歴史キャンペーンに伴い、2003年（平成15年）および2004年（平成16年）の9月 - 11月の土休日ダイヤでは、「みやこ路レジャー号」として京都駅 - 桜井駅間（京都駅 - 奈良駅間は定期のみやこ路快速）で運転されていた。
2025年（令和7年）3月15日より、平日・土休日問わず全列車に有料座席「快速 うれしート」が設定された。

#### 快速

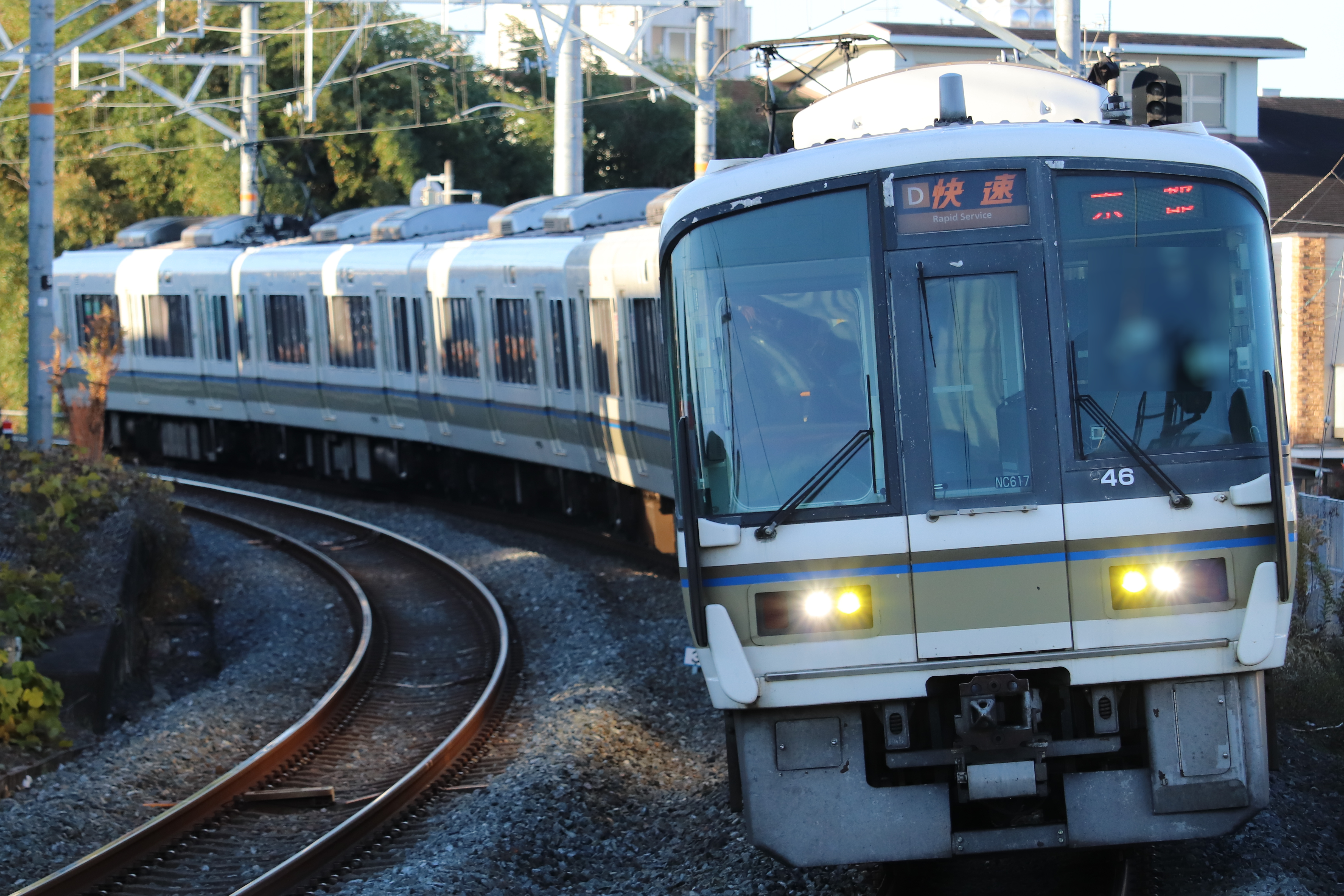
221系電車による快速

朝夕ラッシュ時に運転されており、朝ラッシュは上りのみ2本、夕ラッシュは下りが30分に1本・上りが1時間に1本運転される。全区間で快速運転を行うが、みやこ路快速が通過する新田駅・JR小倉駅にも停車し、前述のみやこ路快速と同様に大和路線の快速が停車する平城山駅は通過する。上下ともすべての列車が宇治駅で普通と緩急接続を行う。車両は全列車221系で、4両または6両編成で運転されている。
みやこ路快速が設定される前の2001年（平成13年）3月2日までの途中停車駅は、木津駅・城陽駅・宇治駅・六地蔵駅で、これに加えて正月ダイヤ時は稲荷駅と東福寺駅に停車していた。車両には117系が使用されていたが、みやこ路快速設定以後は奈良線では使用されていない。また設定当初は六地蔵駅と城陽駅を通過していた。
2024年（令和6年）10月7日より、平日朝時間帯の京都行き列車1本に有料座席「快速 うれしート」が設定された。2025年（令和7年）3月15日より、平日・土休日問わず全列車に設定された。

#### 区間快速

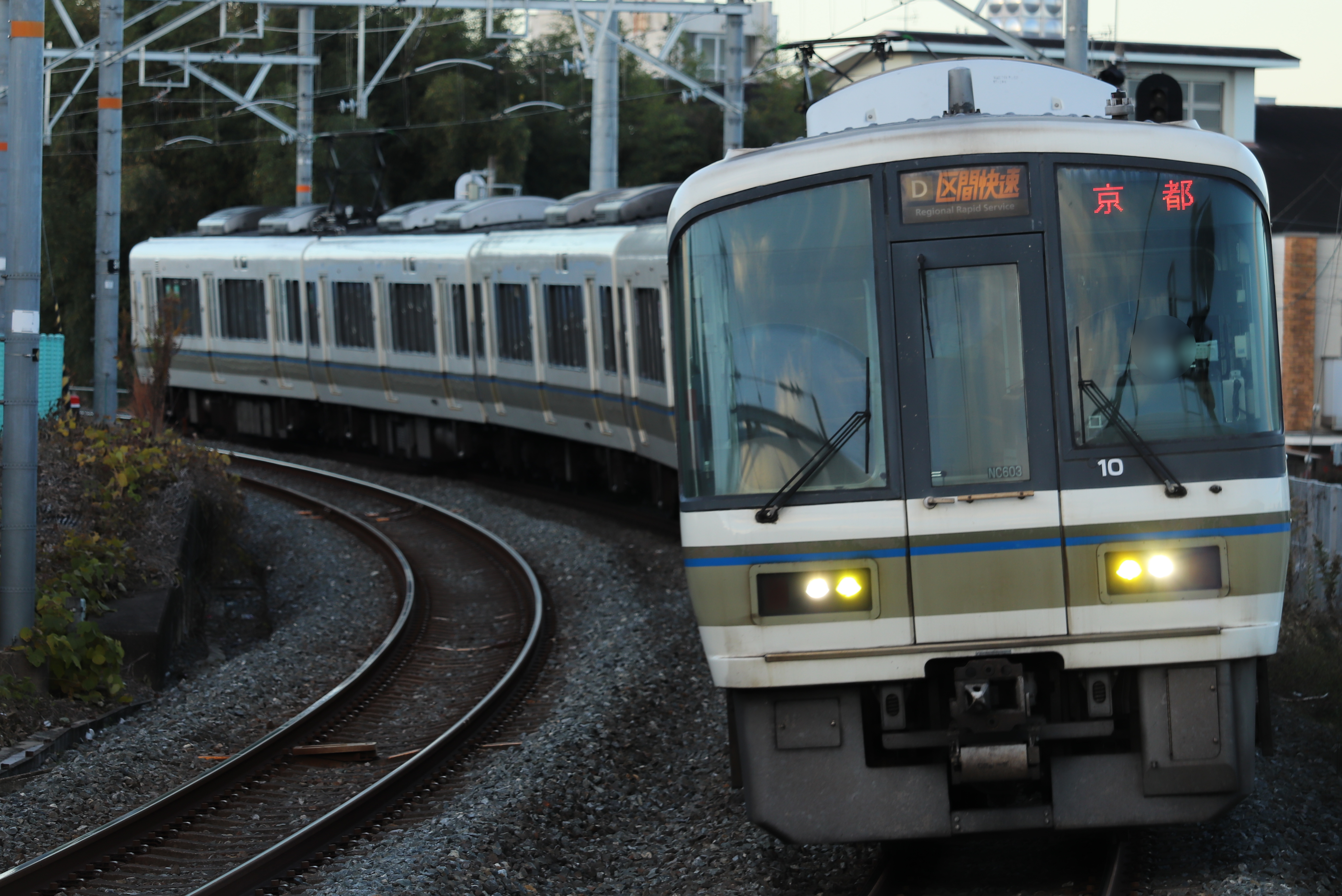
221系電車による区間快速

奈良駅 - 宇治駅間は各駅に停車し、宇治駅 - 京都駅間でのみ快速運転を行う。朝夕を中心にすべて221系の4両または6両で運転されているが、かつては103系での運用もあった。当初は平日ダイヤのみだったが、2006年（平成18年）3月18日のダイヤ改正から土休日ダイヤにも運転されるようになった。基本的に途中駅で普通を追い抜くことはないが、京都行きの上りは全列車宇治駅で普通電車と接続する。
平日朝の京都行きの上り2本は大和路線・JR難波発で運転され、大和路線内は各駅に停車する。
奈良線の区間快速は大和路線の区間快速との誤乗防止を図るため、ラインカラーが入った種別幕が使用されている。種別幕の「区間快速」の文字色についても大和路線の緑色とは異なり橙色となっている。2008年（平成20年）3月15日から10月17日までの期間は、221系用に新調された種別幕では奈良線区間快速用の表示が用意されておらず、大和路線同様の緑ラインカラー・緑文字の区間快速表示で運行されていた。
2024年（令和6年）10月7日より、平日朝時間帯の京都行き列車2本に有料座席「快速 うれしート」が設定された。2025年（令和7年）3月15日より、平日・土休日問わず全列車に設定された。

#### 普通

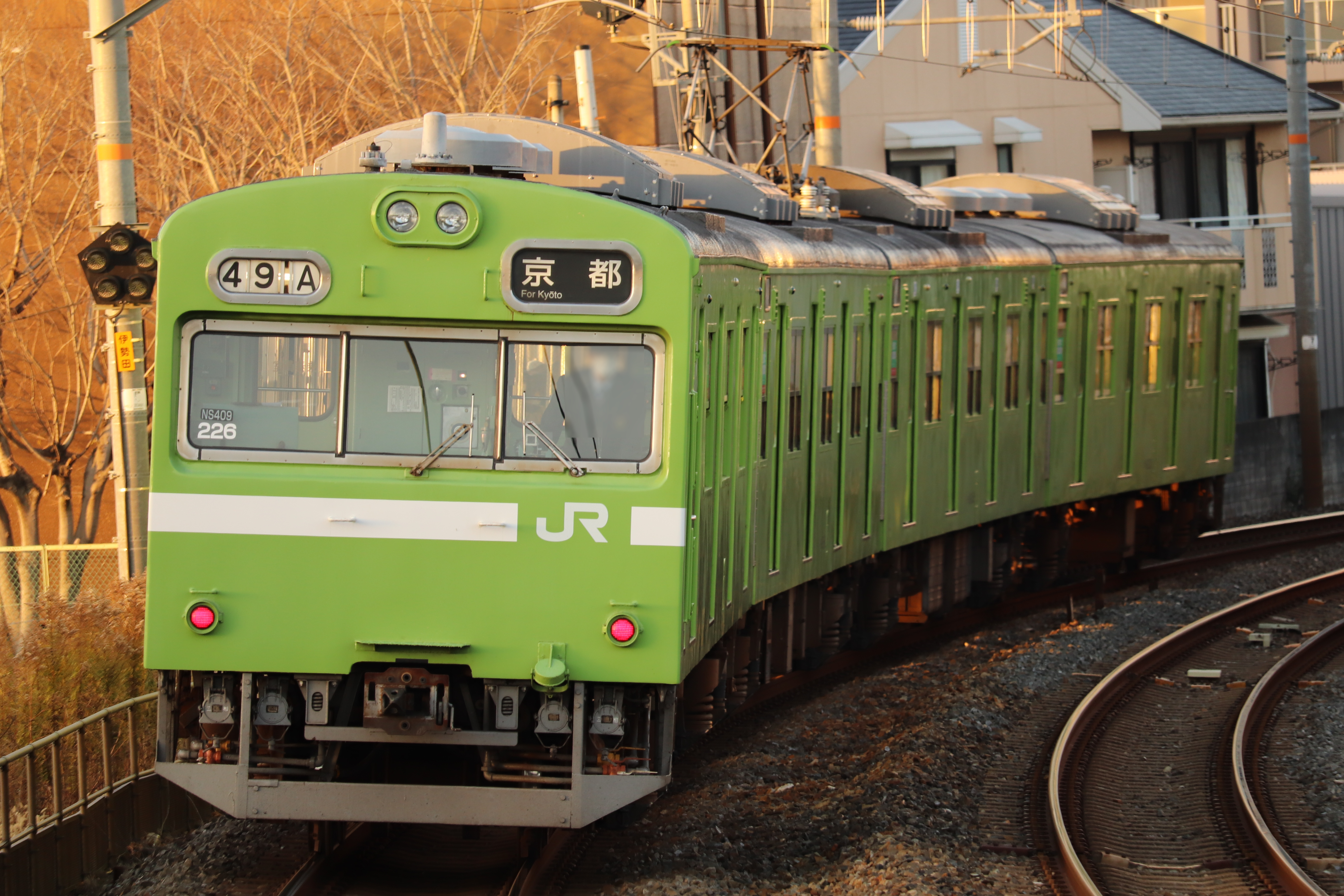
103系電車による普通

全区間で各駅に停車し、基本的に奈良駅・城陽駅 - 京都駅間で運転されている。日中時間帯は1時間に4本（城陽駅 - 奈良駅間は2本）が運転されている。朝夕ラッシュ時には、京都駅 - 宇治駅間の列車も運転されている。過去には桜井線との直通列車もあり、1992年（平成4年）頃には土曜・休日を中心に桜井線への直通列車が定期快速を延長する形で天理駅まで1時間に1本運転されていたが、1994年（平成6年）9月4日のダイヤ改正で奈良線と桜井線は系統分割された。
車両は基本的に205系の4両編成・221系の4両または6両編成で運転される。2011年（平成23年）3月12日のダイヤ改正で平日の221系による運用が大幅に増えた。103系の廃車進行に伴い行われた2016年（平成28年）10月の運用変更で、平日・土休日とも全体の約3分の1が221系で運用されている。
基本的に、奈良駅 - 京都駅間直通列車は上下とも宇治駅でみやこ路快速もしくは快速の接続待ちを行い、宇治駅からは京都行きは稲荷駅まで、奈良行きは上狛駅まで先着し、城陽駅 - 京都駅間の区間列車は全区間で先着するダイヤになっているが、朝晩には奈良駅 - 京都駅間直通列車でも全区間先着する列車がある。また城陽始発の上り1本は宇治駅で後発の区間快速の接続待ちを行う。

### 車内自動放送
2018年（平成30年）から奈良線・嵯峨野線の普通・快速列車にてタブレット端末による多言語車内自動放送が行われている。

### その他
6両編成の221系には女性専用車の表示があるが、奈良線では終日設定されていない。

### 臨時列車・ダイヤ

#### 特急
臨時列車として特急列車が運転されたことがある。1987年（昭和62年）9月から1988年（昭和63年）3月にかけて「ふれ愛紀州路」、1988年（昭和63年）4月から1989年（平成元年）3月まで「しらはま」の愛称で381系電車を用いて京都駅 - 白浜駅間に関西本線・阪和貨物線（現在は廃止）・阪和線・紀勢本線経由で運転された。いずれも、京都発が土曜、白浜発が日曜運転であった。

1998年（平成10年）1月6日には、奈良線の一部区間が複線化される2001年（平成13年）を目処に、定期列車として特急が運転されると報じられたこともあり、485系または381系を短編成に改造した3両編成で、日中に1時間1本設定され、途中の宇治駅のみに停車するか、ノンストップかにするかは検討中としていたが、この計画は中止され、その後特急列車の運転は行われていなかった。

##### 特急「いにしへ」

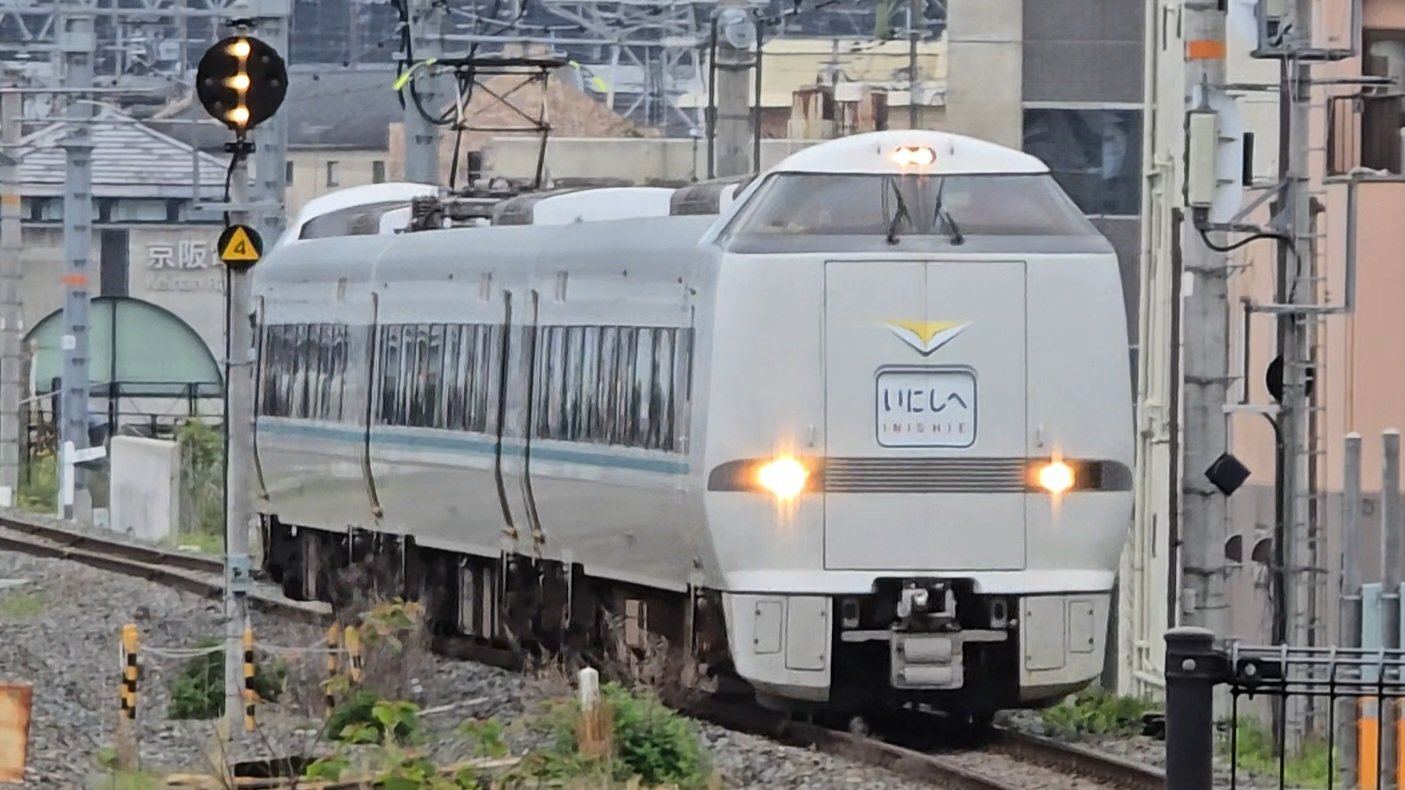
臨時特急「いにしへ」
（2025年4月20日）

2025年（令和7年）4月19日・4月20日・5月17日・5月18日に、臨時列車として、特急「いにしへ」が京都駅 - 奈良駅間で1往復運行される。車両は「くろしお」などで使用されている289系3両編成が使用され、全車指定席で運行される。特急料金は1,290円となる。
停車駅
京都駅 - 宇治駅 - 奈良駅

#### 宇治川花火大会
2013年（平成25年）までは毎年8月中旬に宇治駅周辺で宇治川花火大会が行われていたが、この際には通常ダイヤでは輸送力が確保できないため夕方以降最終まで全列車普通の特別ダイヤで運転され、宇治駅 - 京都駅間は上下ともに約10分間隔で運転され、通常ダイヤでは設定されていない木津駅発着の列車も設定されていた。2013年（平成25年）夏における輸送では、奈良支所の6両編成の103系を運行に加え、日根野支所・森ノ宮支所からも編成を借り入れて多客輸送に使用した。

#### 大晦日臨時列車
沿線には東福寺や伏見稲荷大社といった大きな社寺があるため、大晦日深夜から元日午前3時頃にかけて、奈良線では京都駅 - 城陽駅間において、普通のみ約30分間隔で臨時列車が増発されている。
かつては元旦にかけて全線で終夜運転が実施されており、1999年度（平成11年度）までは京都駅から先、大阪方面とも直通運転を行い、奈良駅 - 京都駅 - 大阪駅 - 西明石駅間で普通のみ30分間隔で運転されていたこともあった。その後は奈良駅 - 城陽駅間においては普通のみ約60分間隔の運転となり、中には京都発奈良線・大和路線経由JR難波行き（大和路線内は定期列車）が1本設定されたこともあった（2017年度）が、同区間の終夜運転は2017年度（平成29年度）をもって取り止めとなった。城陽駅 - 京都駅間においては2018年度（平成30年度）も普通のみ約30 - 60分間隔で終夜運転を実施したが、2019年度（令和元年度）からは午前3時頃で運行を打ち切っており、終夜運転ではなくなっている。

#### 正月三が日
かつては正月三が日は臨時ダイヤとなり、宇治駅 - 京都駅間では快速が各駅に停車するほか臨時列車も運転されていた。年によっては桃山駅折り返し列車の設定もあった。2003年（平成15年）正月期頃までは日中を中心に正月特別ダイヤを組んでいた（当時は「みやこ路快速」は稲荷駅のほか東福寺駅にも臨時停車していた）が、現在は通常時の運転本数が増加したこともあり特別な増発は行われず、正月三が日と1月4日に稲荷駅に「みやこ路快速」が臨時停車するのみとなっている。

#### 秋の紅葉シーズン
東福寺駅が紅葉の名所である東福寺の最寄り駅であること、さらに東福寺駅から京阪本線への乗換利用客が増加していることから、2009年（平成21年）以降、11月下旬の土日祝日に、桃山駅 - 京都駅間の臨時普通列車が設定されることがあった（2012年（平成24年）は11月23 - 25日の午後に3往復設定）が、2017年（平成29年）より複線化工事の一環として桃山駅構内の工事が開始されたことにより、2017年（平成29年）以降は設定されなくなった。代わりに伏見稲荷大社への参詣者の増加に伴い、2018年（平成30年）以降は11月下旬の土日祝日の日中のみ「みやこ路快速」が稲荷駅に臨時停車している。

#### 団体列車
奈良線には、日本各地からの団体臨時列車が乗り入れることがある。
毎年5月上旬から6月下旬にかけて、姫路市の小学校が利用している修学旅行列車が姫路駅などから奈良駅まで運転されており、この列車にはキハ189系気動車が使用されている。2010年度（平成22年度）までは、キハ181系気動車が使用されており、同列車の老朽化に伴って、同年度を最後に運転を終了するとしていた。
また、天理教の行事で特に7月下旬から8月上旬にかけてのこどもおぢばがえりや10月26日の大祭時には「天理臨」と呼ばれる列車が天理駅まで運転されている。関東地方からの列車については183系・189系電車により運転されていたが、新幹線利用への移行が進んだこともあり、2011年（平成23年）1月を最後に運転を終了している。かつてはDD51牽引の客車列車（12系や14系座席車など）で運転されることが多かった。
2025年6月7日には、クラブツーリズム、JR西日本、福寿園の3社共同で、「走る茶室」と見立てた「WEST EXPRESS 銀河」（117系）で京都駅を出発し琵琶湖一周の経路を取り、福寿園最寄りの上狛駅まで走行する「福寿園山城館のお茶のテーマパークを体験するツアー」が実施された。「WEST EXPRESS 銀河」のJR奈良線への入線は初となり、117系の入線は天理臨以来の入線となる。運行経路・停車駅は、京都駅 - 〈湖西線〉 - 近江塩津駅 - 〈北陸本線・琵琶湖線〉 - 京都駅 - 〈奈良線〉 - 上狛駅であった。

#### その他
1997年（平成9年）9月11日にJR京都駅ビルのグランドオープンを記念した臨時列車が、奈良駅から223系1000番台で運行された。

### 過去の列車
急行 「紀ノ川」
奈良線・桜井線・和歌山線経由で京都駅 - 和歌山駅間を結んでいた急行列車。奈良線内の途中停車駅は宇治駅のみだった。
1962年（昭和37年）3月1日に京都駅・名古屋駅・天王寺駅 - 白浜口駅（現・白浜駅）間に運転を開始した準急「はまゆう」を前身とする。京都駅発着編成が奈良線を通り、奈良駅で名古屋駅発着編成と併結して和歌山線を経由して、東和歌山駅（現・和歌山駅）でさらに阪和線経由の天王寺駅発着編成と併結して白浜口駅とを結んでいた。1966年（昭和41年）に急行に格上げされ奈良駅 - 高田駅間が桜井線経由となり、1968年（昭和43年）に新宮駅 - 名古屋駅間に運転されていた急行 「はやたま」とともに、急行「しらはま」に改称され、名古屋駅・京都駅 - 白浜駅・新宮駅間の運転となった。
1980年（昭和55年）10月1日に京都駅発着編成が急行「紀ノ川」に改称されて京都駅 - 和歌山駅間の運転となった。なお、名古屋駅発着列車は急行「かすが」に編入され名古屋駅 - 奈良駅間の運転となった。急行「紀ノ川」は奈良線・和歌山線が電化された1984年（昭和59年）10月1日に廃止された。

## 使用車両

### 現在の使用車両
すべて吹田総合車両所に所属し、奈良支所に配置されている3扉の221系電車4両編成と6両編成、および4扉の205系（0番台・1000番台）電車4両編成が使用されている。電化以来、近畿統括本部の電化路線では唯一、207系や223系などのVVVFインバータ制御車は運用されていない。
区間快速・快速・みやこ路快速は原則として全列車が221系で運転されている。普通列車は2017年（平成29年）までは103系4両編成での運用が大半であったが、次第に221系の普通列車運用も増加し、2018年（平成30年）3月17日のダイヤ改正からは吹田総合車両所日根野支所から転入した205系も普通列車の運用に入った。なお、205系の帯色については、奈良線転入前まで配置されていた阪和線のスカイブルー色（青24号）のまま奈良線で営業運転を開始しており、奈良線の本来の車体色であるウグイス色（黄緑6号）には変更されていない。
2022年（令和4年）3月11日、奈良支所に最後まで所属していた103系2編成が営業運転を終了した。これにより奈良線の車体色であるウグイス色をまとった車両は消滅した。

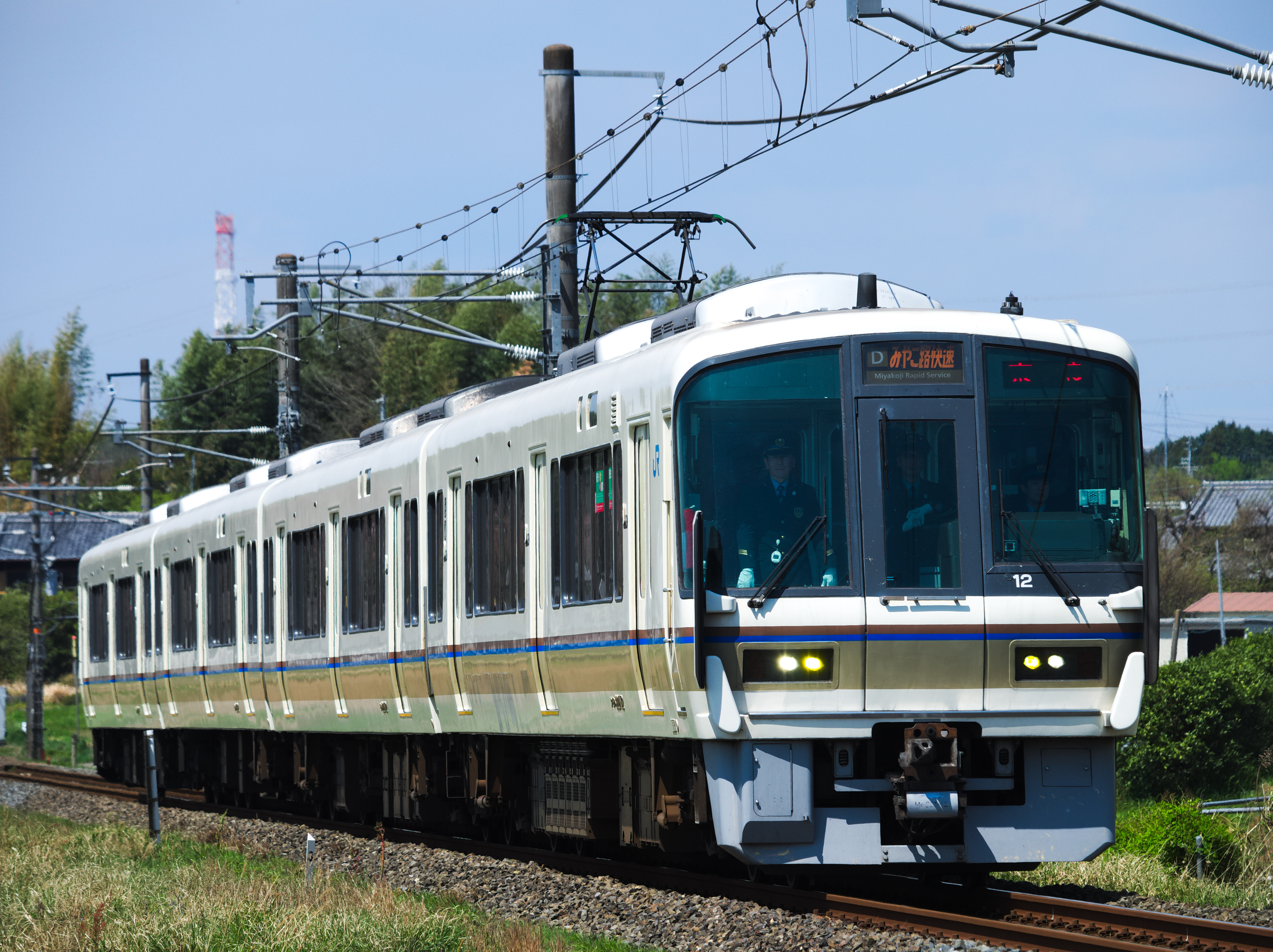
221系みやこ路快速 （2018年4月）
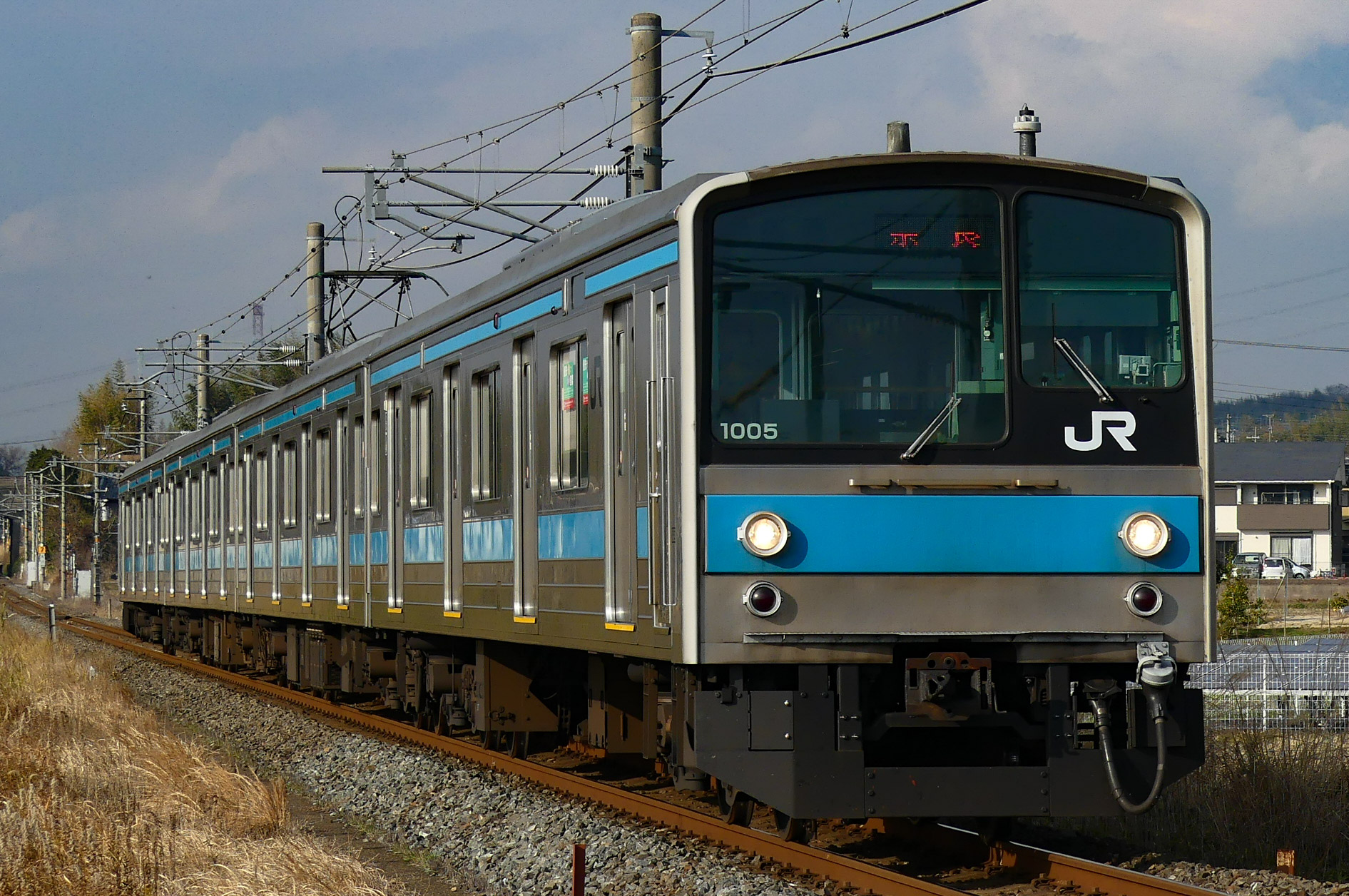
205系（1000番台）普通 （2019年1月）

### 過去の使用車両

#### 電化以前
旅客列車に使用された気動車は以下のとおり。気動車導入前は定期旅客列車にも客車が使用されていた。
- キハ17系
- キハ20系
- キハ35系
- キハ45系
- キハ40系
- キハ55系
- キハ58系
- キハ65形

#### 電化以後
すべて電車が使用されている。
- 103系
  - 1994年（平成6年）3月23日運用開始[82]。4両編成が主体であるが、2001年（平成13年）3月2日までは6両編成が朝ラッシュ時に運用されていた。主にウグイス色（黄緑6号）の車両が運用されており、かつては全ての普通列車の運用に就いていた時期もあったが、前述の205系転入により置き換えが進み、最後に残った2編成も2022年（令和4年）3月11日に定期運用を終了した[44]。
- 105系
  - 1984年（昭和59年）10月1日に奈良線とともに電化された和歌山線五条駅 - 和歌山駅間と紀勢本線和歌山駅 - 和歌山市駅での運用のために、103系から改造された車両が使用された。1994年（平成6年）9月4日に桜井線・和歌山線に運用を集中させるために奈良線の運用から退いた。朝のラッシュ時間帯には2両編成を2編成繋げた4両編成での運用や、2両編成を3編成繋げた6両編成での運用も見られた。
- 113系
  - 主に灰色（灰色9号）地に朱色（朱色3号）帯の「関西本線色」の車両が使用されていた。奈良線では1994年（平成6年）3月22日に運用を終了している[83]。
- 117系
  - 1991年（平成3年）3月16日のダイヤ改正で奈良線に快速が設定されたのに伴い、宮原電車区（現在の網干総合車両所宮原支所）の車両を使用して運用を開始した。2001年（平成13年）3月3日にみやこ路快速が新設され、221系が充当されるようになったため、奈良線の運用から退いた。この他に前述した団体臨時列車として入線することがあった。

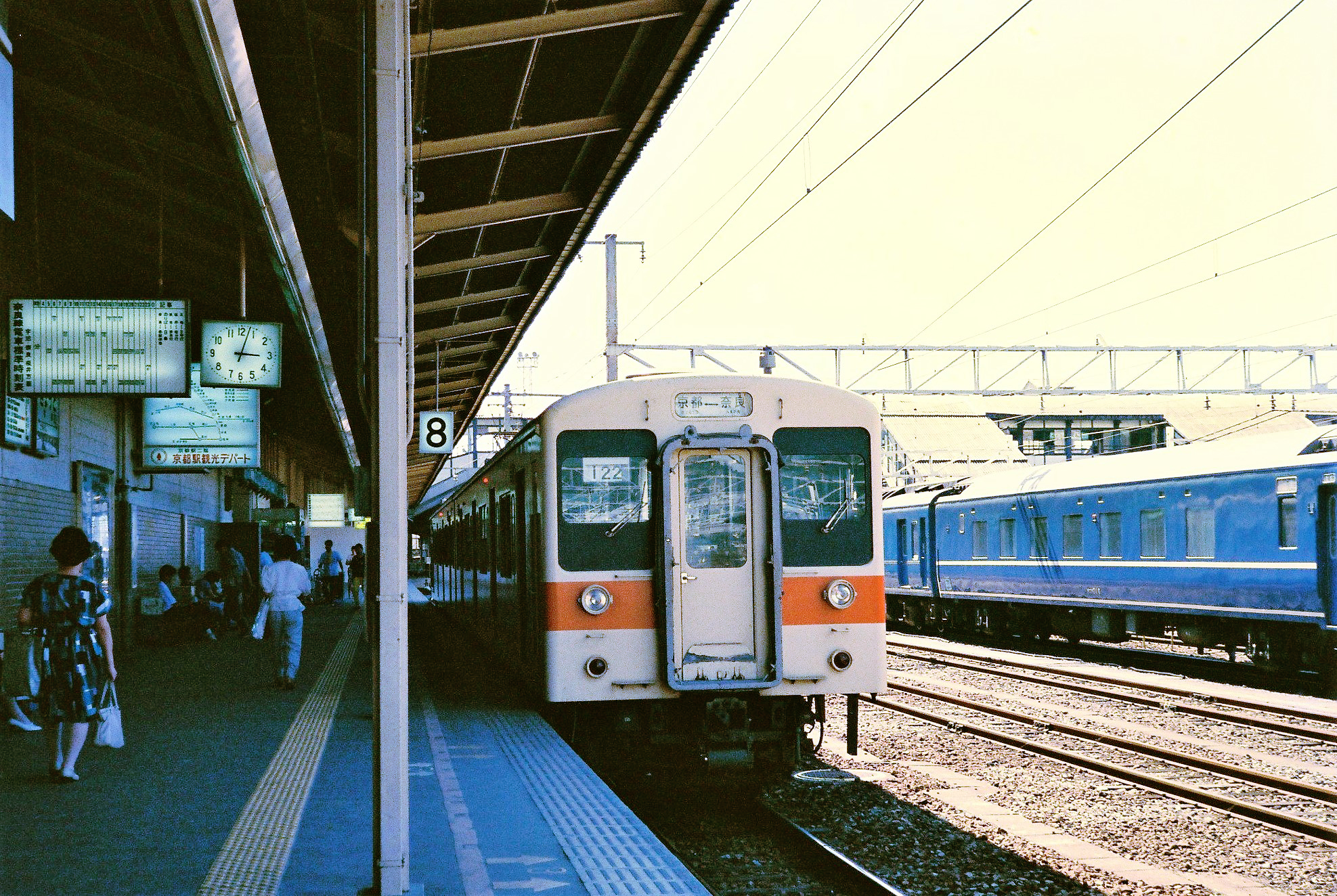
京都駅奈良線ホームに停車中の105系
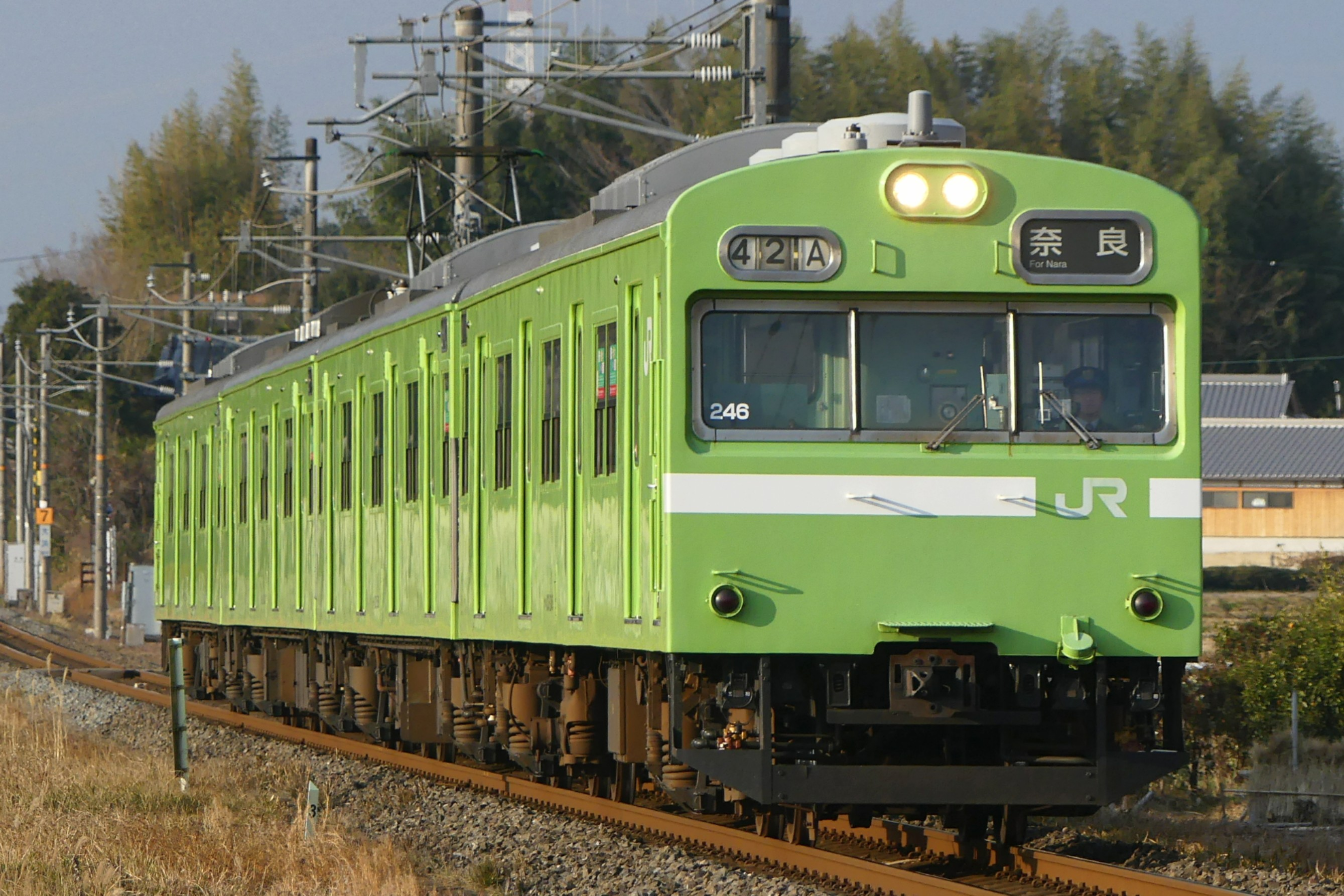
103系普通 （2017年12月）

## 輸送改善
並行する京阪宇治線や近鉄京都線は以前から多数の列車が運行されていたのに対し、奈良線は国鉄末期の1984年（昭和59年）10月1日に電化されるまで気動車による毎時片道1本程度の運行で、電化後も1988年（昭和63年）3月12日までは105系電車の2両編成の運用が多く、運転本数も多くはなかった。しかしJR西日本の発足後、列車の4両編成化（一部は6両編成）、部分複線化、「みやこ路快速」などの快速列車を始めとする列車の増発など、急速に輸送改善が図られた。

### 第1期複線化
1994年（平成6年）12月に、京都府の公共交通網整備研究会鉄道部会は奈良線の活性化策として、高速化・複線化のほか、新田駅 - 宇治駅間に新駅設置や宇治駅の自由通路を設けた橋上化などの改良などが盛り込まれた提言を知事に答申し、これを受けた京都府はJR西日本などの関係機関との協議を開始した。折しも2002 FIFAワールドカップに向けて、城陽市富野地区でサッカースタジアム（京都スタジアム）を中心とする木津川右岸スタジアム公園建設の基本計画も決定しており、奈良線の利便性の向上は大きく望まれていた。
1994年（平成6年）8月に「JR小倉駅（仮称）建設促進協議会」が発足し、また複線化については沿線6市町（当時）および宇治田原町からなる「JR奈良線複線化促進協議会」も9万人の署名を添えてJR西日本に要望書を提出し、その早期着手を強く要請してきた。
しかし、1995年（平成7年）に発生した阪神・淡路大震災によりJR西日本も大きな被害を受け、また株式上場を控えており奈良線の輸送改善について心配されていたが、JR西日本は京都府の要望通り段階的に整備を行うと回答し、整備計画は全区間の複線化を将来の目標としながらも次の4期に分けて工事を進めることになり、2001年（平成13年）の完成を目指して1998年（平成10年）1月に着工を開始した。工事費は162.6億円で、JR西日本と沿線自治体で折半した。
- 第1期整備工事：京都教育大学駅（仮称、現・JR藤森駅） - 京都駅間および、新田駅 - 宇治駅間の複線化
- 第2期整備工事：木津駅 - 京都駅間の閉塞方式を、自動閉塞式（特殊）から自動閉塞式への改良
- 第3期整備工事：宇治駅の2面4線化および、新田駅 - 宇治駅間の新駅設置 （現・JR小倉駅）
- 第4期整備工事：行き違い設備の一線スルー化や山城多賀駅の行き違い設備の新設など、駅整備改良工事

これに先立って、長年地元から要望があった稲荷駅 - 桃山駅間に新駅設置工事が行われ、1997年（平成9年）3月にJR藤森駅が開業した。一連の輸送改善は当初の計画通りに進み、2001年（平成13年）3月3日のダイヤ改正により221系を投入して快速が増発されることになり、所要時間が大きく短縮されることになった。

### 第2期複線化
また、2004年（平成16年）の近畿交通審議会答申第8号で「輸送力の強化等によるサービス向上に資する事業」として、未だに単線区間が残る木津駅 - 新田駅間と宇治駅 - JR藤森駅間の複線化が盛り込まれている。JR西日本と京都府は、山陰本線（嵯峨野線）京都駅 - 園部駅間が全線複線化が2010年（平成22年）3月に完成したことから、奈良線複線化の協議開始で合意し、2010年（平成22年）4月以降にJR西日本や沿線市町と費用負担や整備方法をめぐる協議を始める予定と同年1月に報じられた。京都府は2010年（平成22年）6月の京都府議会において、整備計画策定費1000万円を補正予算に計上した。ただし、自治体の財政状況やJR西日本の経営状態から、全線複線化ではなく限定的になる可能性が高く、2011年（平成23年）に着手したとしても、山陰本線と同様の工期と想定した場合、複線化工事が完了するのは早くても2018年（平成30年）になる見通しと報じられた。
2012年（平成24年）1月25日、京都府は玉水駅 - 山城多賀駅間 (2.0 km)、城陽駅 - 新田駅間 (2.1 km)、宇治駅 - JR藤森駅間 (9.9 km)の複線化に向け、測量などの調査を新年度から行うことを発表した。この複線化にあわせて、棚倉駅・京都駅の改良工事も予定されている。なお複線化が行われる場合、宇治駅 - 黄檗駅間には新駅が設置される可能性にも言及されている。
2012年（平成24年）6月26日の京都府議会の定例会で知事（当時）の山田啓二は、JR奈良線の複線化について2013年度（平成25年度）に着手することを表明した。工期は10年程度とされている。
2013年（平成25年）6月14日、京都府および関係市町とJR西日本は、複線化第二期事業について合意したと発表し、同年8月13日に基本協定書が締結されている。それによると、2012年（平成24年）1月の発表にあった3区間合計14.0 kmが複線化され、複線化率は23.6%から64.0%に向上する。あわせて六地蔵駅・京都駅の構内改良や棚倉駅の一線スルー化も実施される。事業費は約369億円の予定で、京都府と関係市町が各138億円を補助する。事業期間は約10年間を想定。2016年（平成28年）7月26日には、複線化工事の起工式典が行われた。
2020年（令和2年）3月時点の事業費は397.1億円。うち京都府が148.5億円、関係市町が148.5億円を補助する。残る単線区間も、第二期事業に城陽駅以南を含んだことで今後の複線化対象とみなされているが、具体化はしていない。
環境省は、列車走行に伴う住居等保全対象への騒音影響を回避・低減するため、音源対策に加え沿線住民の意見を踏まえた防音壁の設置を基本とする適切な措置を講ずること、事後調査の結果が指針を達成しない場合は追加的な措置を講ずること、宇治川の橋梁について、眺望景観への介在が小さく、周辺景観との調和が図られる構造を採用すること等を求めている。
近畿地方交通審議会で、将来、東海道本線（JR京都線）と相互直通列車の運転を図る案が検討されている。
2020年（令和2年）12月6日に玉水駅 - 山城多賀駅間、2022年（令和4年）2月27日に城陽駅 - 新田駅間、同年5月22日に黄檗駅 - 六地蔵駅間、同年12月18日に宇治駅 - 黄檗駅間、2023年（令和5年）2月26日に六地蔵駅 - JR藤森駅間の複線化が完成した。
2023年（令和5年）3月18日のダイヤ改正で京都駅 - 城陽駅間の複線化が完了することとなり、同区間の時間短縮や一部時間帯の増発、奈良線全体ではみやこ路快速の時間短縮などが行われた。これにより奈良線の複線化率は24%から64%となった。

## 片奈連絡線
日本の国土交通省は、沿線の京都府南部・奈良県北部・大阪府北東部をまたぐ関西文化学術研究都市（通称学研都市）の整備に関する基本方針の一環として、奈良線の長池駅と片町線（学研都市線）の京田辺駅を結ぶ短絡線「片奈連絡線」の整備の必要性について検討しており、実際1989年（平成元年）5月に出された、運輸政策審議会答申第10号では、「2005年までに整備すべき路線」として挙げられていたが、2004年（平成16年）10月の近畿地方審議会答申第8号には盛り込まれなかった。
片町線の木津駅 - 松井山手駅間の早期複線電化を促す、関係自治体（大阪府・京都府の8市1町）で構成する「片町線複線化促進期成同盟会」も2019年（令和元年）8月の会合でJRに対し、この片奈連絡線の早期実現に向けた陳情を行っている。

## 駅一覧
- 京：特定都区市内制度における「京都市内」エリアの駅
- 停車駅
  - 普通 … すべての駅に停車（表中省略）
  - 普通以外の種別 … ●印の駅は停車、｜印の駅は通過、稲荷駅（○印）は、正月（1月1日 - 1月4日）と多客期に臨時停車
    - 快速 … 平城山駅（※印）は奈良線の快速は通過、関西本線（大和路線）の快速・大和路快速および片町線（学研都市線）の快速のみ停車
- 線路 … ||：複線区間、◇：単線区間（列車交換可能）、∨：ここより下は単線、∧：ここより下は複線
- 駅ナンバーは2018年3月より導入[103]

| 正式路線名 | 駅ナンバー | 駅名        | 営業キロ | 営業キロ | 区間快速 | 快速 | みやこ路快速                                                                      | 接続路線・備考 | 線路          | 所在地        | 所在地        | 所在地        |
| 正式路線名 | 駅ナンバー | 駅名        | 駅間     | 累計     | 区間快速 | 快速 | みやこ路快速                                                                      | 接続路線・備考 | 線路          | 所在地        | 所在地        | 所在地        |
| ---------- | ---------- | ----------- | -------- | -------- | -------- | ---- | --------------------------------------------------------------------------------- | --- | ------------- | ------------- | ------------- | ------------- |
| 奈良線     | JR-D01     | 京都駅 京   | -        | 0.0      | ●        | ●    | ●                                                                                 | 西日本旅客鉄道： 東海道本線（琵琶湖線・JR京都線:JR-A31）・ 湖西線 (JR-B31)・ 山陰本線（嵯峨野線:JR-E01） 東海旅客鉄道： 東海道新幹線 近畿日本鉄道：B 京都線 (B01) 京都市営地下鉄： 烏丸線 (K11) | \|\|          | 京都府        | 京都市        | 下京区        |
| 奈良線     | JR-D02     | 東福寺駅 京 | 1.1      | 1.1      | ●        | ●    | ●                                                                                 | 京阪電気鉄道： 京阪本線 (KH36) | \|\|          | 京都府        | 京都市        | 東山区        |
| 奈良線     | JR-D03     | 稲荷駅 京   | 1.6      | 2.7      | ○        | ○    | ○                                                                                 | | \|\|          | 京都府        | 京都市        | 伏見区        |
| 奈良線     | JR-D04     | JR藤森駅 京 | 2.3      | 5.0      | ｜       | ｜   | ｜                                                                                | | \|\|          | 京都府        | 京都市        | 伏見区        |
| 奈良線     | JR-D05     | 桃山駅 京   | 2.2      | 7.2      | ｜       | ｜   | ｜                                                                                | | \|\|          | 京都府        | 京都市        | 伏見区        |
| 奈良線     | JR-D06     | 六地蔵駅    | 2.3      | 9.5      | ●        | ●    | ●                                                                                 | 京都市営地下鉄： 東西線 (T01) 京阪電気鉄道： 宇治線 (KH73) | \|\|          | 京都府        | 宇治市        | 宇治市        |
| 奈良線     | JR-D07     | 木幡駅      | 1.1      | 10.6     | ｜       | ｜   | ｜                                                                                | | \|\|          | 京都府        | 宇治市        | 宇治市        |
| 奈良線     | JR-D08     | 黄檗駅      | 1.4      | 12.0     | ｜       | ｜   | ｜                                                                                | | \|\|          | 京都府        | 宇治市        | 宇治市        |
| 奈良線     | JR-D09     | 宇治駅      | 2.9      | 14.9     | ●        | ●    | ●                                                                                 | | \|\|          | 京都府        | 宇治市        | 宇治市        |
| 奈良線     | JR-D10     | JR小倉駅    | 1.4      | 16.3     | ●        | ●    | ｜                                                                                | | \|\|          | 京都府        | 宇治市        | 宇治市        |
| 奈良線     | JR-D11     | 新田駅      | 1.8      | 18.1     | ●        | ●    | ｜                                                                                | | \|\|          | 京都府        | 宇治市        | 宇治市        |
| 奈良線     | JR-D12     | 城陽駅      | 2.1      | 20.2     | ●        | ●    | ●                                                                                 | | ∨             | 京都府        | 城陽市        | 城陽市        |
| 奈良線     | JR-D13     | 長池駅      | 1.8      | 22.0     | ●        | ｜   | ｜                                                                                | | ◇             | 京都府        | 城陽市        | 城陽市        |
| 奈良線     | JR-D14     | 山城青谷駅  | 2.0      | 24.0     | ●        | ｜   | ｜                                                                                | | ◇             | 京都府        | 城陽市        | 城陽市        |
| 奈良線     | JR-D15     | 山城多賀駅  | 1.3      | 25.3     | ●        | ｜   | ｜                                                                                | | ∧             | 京都府        | 綴喜郡 井手町 | 綴喜郡 井手町 |
| 奈良線     | JR-D16     | 玉水駅      | 2.0      | 27.3     | ●        | ●    | ●                                                                                 | | ∨             | 京都府        | 綴喜郡 井手町 | 綴喜郡 井手町 |
| 奈良線     | JR-D17     | 棚倉駅      | 3.0      | 30.3     | ●        | ｜   | ｜                                                                                | | ◇             | 京都府        | 木津川市      | 木津川市      |
| 奈良線     | JR-D18     | 上狛駅      | 2.8      | 33.1     | ●        | ｜   | ｜                                                                                | | ◇             | 京都府        | 木津川市      | 木津川市      |
| 奈良線     | JR-D19     | 木津駅      | 1.6      | 34.7     | ●        | ●    | ●                                                                                 | 西日本旅客鉄道： 関西本線（大和路線:JR-Q38）加茂方面・ 片町線（学研都市線:JR-H18） | ∧             | 京都府        | 木津川市      | 木津川市      |
| 関西本線   | JR-D19     | 木津駅      | 1.6      | 34.7     | ●        | ●    | ●                                                                                 | 西日本旅客鉄道： 関西本線（大和路線:JR-Q38）加茂方面・ 片町線（学研都市線:JR-H18） | ∧             | 京都府        | 木津川市      | 木津川市      |
| JR-D20     | 平城山駅   | 3.2         | 37.9     | ●        | ※        | ｜   |                                                                                   | \|\| | 奈良県 奈良市 | 奈良県 奈良市 | 奈良県 奈良市 |               |
|            | 佐保信号場 | -           | 40.8     | ｜       | ｜       | ｜   |                                                                                   | \|\| | 奈良県 奈良市 | 奈良県 奈良市 | 奈良県 奈良市 |               |
| JR-D21     | 奈良駅     | 3.8         | 41.7     | ●        | ●        | ●    | 西日本旅客鉄道： 関西本線（大和路線:JR-Q36）JR難波方面・ 桜井線（万葉まほろば線） | \|\| | 奈良県 奈良市 | 奈良県 奈良市 | 奈良県 奈良市 |               |

1. ↑  湖西線の正式な起点は東海道本線（琵琶湖線）山科駅だが、全列車が京都駅に乗り入れている

- 宇治市は黄檗駅 - 宇治駅間に新駅設置を構想している。
- 駅業務については、以下の駅以外はすべてJR西日本交通サービスによる業務委託駅となっている。
  - JR西日本直営駅
    - 京都駅・宇治駅・木津駅・奈良駅

  - 簡易委託駅
    - 棚倉駅

  - 無人駅
    - 山城多賀駅・上狛駅

### 廃止区間
括弧内は京都駅起点の営業キロ。
京都駅 (0.00) - 八条仮信号所 (0.80) - 東寺仮停車場 (1.13) - 伏見駅 (5.31) - 桃山駅 (7.08)

### 廃止信号場
- 宇治川仮信号場：1926年廃止、宇治駅 - 黄檗駅間（木津駅起点約20.9 km）。

## 平均通過人員
各年度の平均通過人員（人/日）は以下のとおりである。
| 年度                   | 平均通過人員（人/日） | 出典    |
| 年度                   | 京都 - 木津           | 出典    |
| ---------------------- | --------------------- | ------- |
| 2013年度（平成25年度） | 27,710                | [ 105 ] |
| 2014年度（平成26年度） | 28,615                | [ 106 ] |
| 2015年度（平成27年度） | 29,848                | [ 107 ] |
| 2016年度（平成28年度） | 29,837                | [ 108 ] |
| 2017年度（平成29年度） | 30,315                | [ 109 ] |
| 2018年度（平成30年度） | 29,973                | [ 110 ] |
| 2019年度（令和元年度） | 29,752                | [ 111 ] |
| 2020年度（令和02年度） | 20,021                | [ 112 ] |
| 2021年度（令和03年度） | 22,026                | [ 113 ] |
| 2022年度（令和04年度） | 25,714                | [ 114 ] |
| 2023年度（令和05年度） | 29,922                | [ 115 ] |